# M34 (voilier)
Pour les articles homonymes, voir M34.
Le M34 est une classe de voilier monotype de course-croisière utilisée pour le Tour de France à la voile de 2011 à 2014.

## Historique
C'est le  23 juillet 2009 que l'organisation du Tour de France à la voile (TFV) a choisi le M34 d'Archambault dessiné par le cabinet d'architecture navale Joubert-Nivelt comme successeur du Farr 30. Les deux autres voiliers en compétition étaient le JPK 998 de la société JPK Composites dessiné par Jacques Valer et le T2011 de Pauger carbon dessiné par Russell Coutts et Andrej Justin.

## Description et règles de jauge

### Jauge
Le M34 est un voilier monotype dont les règles de jauge précisent la définition des caractéristiques du bateau et de ses équipements. Cette monotypie est de type à constructeur unique pour ce qui concerne la coque, les aménagements et les appendices (quille et gouvernail).

### Description
Le M34 est doté d'une coque de 10,34 m de long (34 pieds). Un bout-dehors fixe et démontable, en carbone, de 1,50 m, la prolonge sur l'avant permettant d'y amurer un spinnaker asymétrique. Le foc est amuré au niveau de l'étrave, son point de drisse est au 9/10e. La quille est constituée d'un aileron en composite de carbone équipée d'un saumon en plomb.
Le lest pèse 1 050 kg pour un déplacement de 2 700 kg. Le tirant d'eau quille basse est de 2,500 m ; l'aileron de quille coulisse dans un puits permettant de réduire le tirant d'eau à 1,800 m pendant les transports routiers sur une remorque également facilités par une coque dont la largeur est inférieure à trois mètres (2,98 m).
Le gouvernail est à barre franche et le safran est de type suspendu. 
Le mât en carbone est muni de deux étages de barres de flèche, la bôme est en alliage d'aluminium. Le haubanage dormant du gréement (étai, haubans) est réalisé en barres d'inox rondes.
La voilure de près est constituée par une grand-voile de 42 m2 et d'un foc de 29 m2. Un spinnaker asymétrique de 130 m2 est utilisé aux allures plus arrivées (reaching). La garde-robe est complétée par un foc de gros temps, un foc tempête et un spinnaker réduit. 
Les aménagements sont réduits à leur plus simple expression : le M34 est un voilier de course. Deux couchettes fixes avec toiles anti-roulis, une mini table à carte, la navigation s'effectuant principalement en dehors de la cabine, composent les équipements de la cabine en plus des cloisons de structure, du puits de quille et des coffres à batteries.
Un moteur auxiliaire de 20 ch à transmission en Z complète l'équipement (Volvo 20 ch saildrive à hélice repliable).

## Association de la classe M34
L'International M34 Class Association qui réunit les membres, personnes physiques ou morales, est fondée le 3 décembre 2009.